# Monzón de Campos
Monzón de Campos ist ein nordspanischer Ort und Zentrum einer Gemeinde (municipio) mit 583 Einwohnern (Stand: 2024) im Süden der Provinz Palencia in der Autonomen Gemeinschaft Kastilien-León.

## Lage und Klima
Der Ort Monzón de Campos liegt in der Region Tierra de Campos auf der kastilischen Hochebene in einer Höhe von ca. 750 m. Die Provinzhauptstadt Palencia befindet sich ca. 14 km (Fahrtstrecke) südlich; die Großstadt Burgos ist etwa 80 km in nordöstlicher Richtung entfernt. Das Klima im Winter ist durchaus kalt, im Sommer dagegen warm bis heiß; die eher spärlichen Regenfälle (ca. 420 mm/Jahr) fallen überwiegend im Winterhalbjahr.

## Bevölkerungsentwicklung
| Jahr      | 1857 | 1900 | 1950 | 2000 | 2021 |
| Einwohner | 836  | 670  | 1149 | 758  | 596  |

Die Mechanisierung der Landwirtschaft und die Aufgabe bäuerlicher Kleinbetriebe („Höfesterben“) haben seit den 1950er Jahren zur Arbeitslosigkeit und einem deutlichen Absinken der Bevölkerungszahlen geführt.

## Wirtschaft
Die Landwirtschaft spielt seit jeher die wichtigste Rolle für die Bevölkerung der Region, doch bereits im Mittelalter entwickelten sich auch Handwerk, Handel und das Dienstleistungsgewerbe. Der Ort ist durch einen Bahnhof an das spanische Eisenbahnnetz angeschlossen.

## Geschichte
In vorrömischer Zeit gehörte die Region zum Siedlungsgebiet des keltischen Volksstamms der Vaccäer; später kamen Römer und Westgoten. Im 8. Jahrhundert wurde das Gebiet von den Mauren überrannt, doch bereits im 9. Jahrhundert eroberten asturisch-leonesische Heere die Gebiete nördlich des Duero zurück (reconquista). Ende des 10. Jahrhunderts machte der maurische Heerführer Almansor die christlichen Erfolge vorübergehend wieder zunichte, aber im 11. Jahrhundert dehnte das Königreich León sein Herrschaftsgebiet erneut bis zur Duero-Grenze aus. Nach vorangegangenen Versuchen vereinigte sich León im Jahr 1230 endgültig mit dem Königreich Kastilien.
Wahrscheinlich bereits im Jahr 904 gab es eine Grafschaft (condado) Monzón, deren Bedeutung jedoch im 10. und 11. Jahrhundert mehr und mehr verblasste. Mit der Übergabe an die Familie Rojas im Jahr 1351 fiel der gesellschaftliche Status wieder auf den einer Grundherrschaft (señorio) zurück; dennoch wird der Neu- oder Ausbau der Burg der Familie Rojas zugesprochen.

## Sehenswürdigkeiten

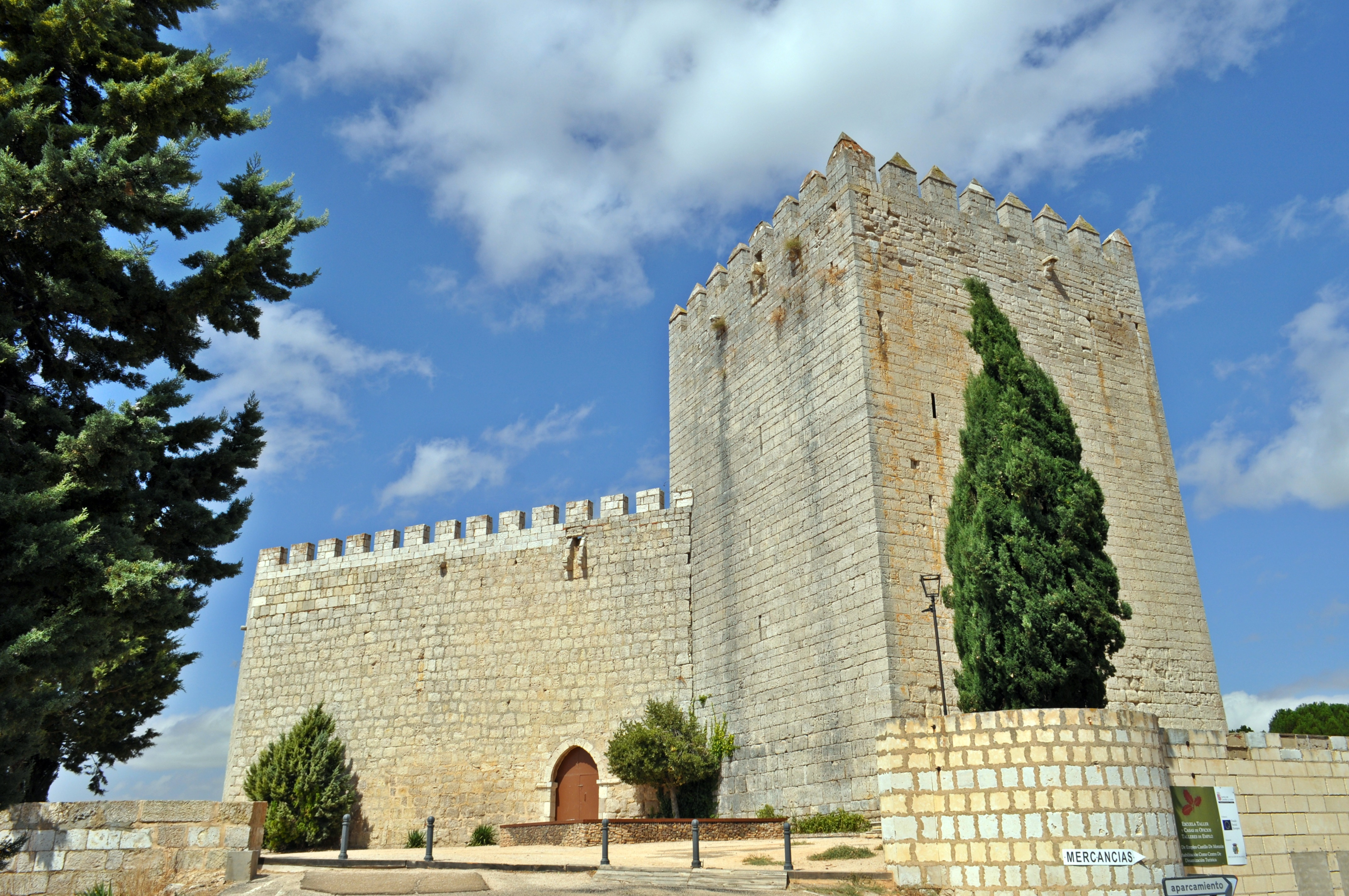
Castillo de Monzón

- Das Castillo de Monzón war durch hohe Mauern und einen Bergfried (torre de homenaje) gegen Übergriffe gesichert. Nach einer umfangreichen Restaurierung in den 1960er Jahren diente die Burg mehrere Jahre lang als Parador-Hotel; heute dient sie kulturellen Zwecken. Das Eingangsportal zum Bergfried stammt von einer – im Zuge eines Staudammprojekts aufgegebenen – romanischen Dorfkirche bei Aguilar de Campoo.[4][5]
- Die Iglesia El Salvador ist ein spätromanischer Bau mit einem Glockengiebel (espadaña) über der ansonsten schmuck- und portallosen Westfassade. Das Kirchenschiff (nave) und der erhöhte Chorbereich sind gewölbt. In der Taufkapelle befinden sich ein mittelalterlicher Taufstein und ein spätgotisches Altarretabel (retablo).
- Im Ort gibt es noch mehrere Felskeller (bodegas), in denen früher Wein, Schinken, Würste etc. aufbewahrt wurden.[6]